# 丰特斯德奥尼奥罗
丰特斯德奥尼奥罗，是西班牙卡斯蒂利亚-莱昂萨拉曼卡省的一个市镇。 总面积57平方公里，总人口1534人（2001年），人口密度27人/平方公里。